# Ifeanyichukwu Ndubuisi Chikezie Aniebo
Ifeanyichukwu Ndubuisi Chikezie Aniebo, känd som I. N. C. Aniebo, född 31 mars 1939, är en nigeriansk författare.
Bland Aniebos verk märks romanerna The Anonymity of Sacrifice (1974) och The Journey Within (1978) samt novellsamlingen Of Wives, Talismans and the Dead där han skildrar hur det västerländska inflytandet i kultur, samhälle och teknologi blir till skada för människorna i afrikanska byar.